# Žikina dinastija
Žikina dinastija (srp. Жикина династија) je sedmi nastavak filmskog serijala "Lude godine", režisera Zorana Čalića, s Gidrom Bojanićem, Nikolom Kojom i Markom Todorovićem u glavnim ulogama, snimljen 1985. godine.

## Radnja
Djed Žika i djed Milan otkrivaju da njihovog unuka Mišu uopće ne zanimaju žene. Djeda Žiku zato hvata panika da Miša ne zastrani "kao mladi Carrington", lik iz TV serije “Dinastija”. Zato s prijateljem Milanom odlazi kod dr. Nedeljkovića da potraži pomoć. Međutim, Žika nema povjerenja u medicinu i počinje primjenjivati svoju terapiju.

## Filmska ekipa
Režija: Zoran Čalić
- Gidra Bojanić
- Marko Todorović
- Nikola Kojo
- Jelena Žigon
- Rialda Kadrić
- Vladimir Petrović
- Lidija Vukićević
- Velimir Bata Živojinović

## Vanjske poveznice
- Žikina dinastija u internetskoj bazi filmova IMDb-a